# Knösarna naturreservat
Knösarna naturreservat är ett naturreservat i Älvdalens kommun i Dalarnas län.
Området är naturskyddat sedan 2024 och är 809 hektar stort. Reservatet ligger nordost om av Österdalälven och består av äldre brandpräglad tallskog med inslag av barrblandskog samt våtmarker.